# 덕진동 (전주시)
덕진동(德津洞)은 전북특별자치도 전주시 덕진구의 행정동이다.

## 개요
덕진동은 대부분 일반주택과 소규모 연립이 많은 지역이고 , 팔달로와 전북대 먹자골목 중심으로 상가들이 주를 이루고 있고,전북대가 있어 젊은 청소년이 많이 모이는 지역이며, 초등학교 2개, 중학교 3개, 전북대학교가 있어 교육기관이 많은 편이다. 인근에 덕진공원, 체련공원, 가련산공원, 동물원, 건지산 등이 있어 충분한 휴식공간과 체육시설이 갖추어져 있으며 60만 시민이 이용하고 외지 관광객들이 많이 찾고 있다. 주민자치센터 출범후 동주민센터 2,3층에 150평 규모의 《덕진청소년문화의집》이 2002년 3월 개관하여 많은 청소년들이 이용하고 있다.

## 연혁
본래 전주군 조촌면의 지역인데, 1914년의 행정구역 통폐합에 따라 하가리, 학동리와 상가리, 덕중리, 덕용리의 각 일부를 병합하여 '상가리'라 하였다. 1940년 10월 1일에 전주부에 편입되면서 '덕진못'의 이름을 따서 일제식으로 '덕진정'이라 하다가, 1946년에 일제식 행정구역명을 일소하면서 '덕진동'으로 고쳤다. 1957년 12월 12일에 덕진동을 갈라서 일부는 서검암동과 합하여 덕진동1가로, 일부는 북검암동 등을 합하여 덕진동2가로 개편하였다. 1973년 7월 1일에 덕진동 1·2가를 합하여 덕진동이 되었고, 1989년 7월 1일에 덕진구가 신설되어 전주시 덕진구 덕진동이 되었다.

## 법정동
- 덕진동1가
- 덕진동2가

## 명소
- 조경단(조선왕조의 시조묘)

## 교육
- 전주덕진초등학교
- 전주덕일초등학교
- 전주덕일중학교
- 전주덕진중학교
- 전북대학교
  - 전주실내체육관, 학생회관, 자연과학대학, 예술대학, 농업생명과학대학, 훈산건지하우스
- 호남신학교
- 전주신학교

## 시설
- 덕진공원
- 동물원
- 전주야구장

## 아파트
| 단지명            | 건설사     | 시행사       | 주소 | 입주        | 비고 |
| ----------------- | ---------- | ------------ | ---- | ----------- | ---- |
| 영무예다음        | 영무토건㈜ | 영무건설㈜   |      | 2009년 12월 |      |
| 하가 진흥더루벤스 | 진흥기업   | ㈜아시아신탁 |      | 2012년 6월  |      |